# Seznam dirkaških svetovnih prvakov Formule 1
Dirkaški naslov svetovnega prvaka podeljuje FIA najuspešnejšemu dirkaču Formule 1 preko sezone, glede na vnaprej določen sistem točkovanja, ki temelji na rezultatih dirk za Veliko nagrado. Prvi dirkaški svetovni prvak je bil razglašen v 1950, ko je zmagal Nino Farina. Prvi dirkač, ki je ubranil naslov prvaka je bil Alberto Ascari v sezonah 1952 in 1953.
FIA uradno razglasi prvaka po koncu sezone, vendar če ima že med sezono določen dirkač takšno točkovno prednost, da ga noben drug dirkač niti ob maksimalnem izkupičku točk na preostalih dirkah sezone ne more ujeti, potem pravimo da si je tak dirkač že zagotovil naslov svetovnega prvaka. Odločitev o naslovu je 27-krat v 68-ih sezonah padla na zadnji dirki sezone. Najzgodnejše v sezoni si je naslov zagotovil Michael Schumacher v sezoni 2002 in sicer šest dirk pred koncem prvenstva.
V zgodovini je naslov osvojilo 33 dirkačev, najuspešnejši pa je Nemec Michael Schumacher z rekordnimi sedmimi naslovi. Schumacher drži tudi rekord v številu zaporednih naslovov, kajti med leti 2000 in 2004 jih je osvojil pet. Aktualni prvak je Britanec Lewis Hamilton.

## Po sezonah
| Sezona | Dirkač             | Moštvo             | Pole | Zmage | Podiji | N. krogi | Točke | Zagotovljen    | Razlika (točke) |
| ------ | ------------------ | ------------------ | ---- | ----- | ------ | -------- | ----- | -------------- | --------------- |
| 1950   | Nino Farina        | Alfa Romeo         | 2    | 3     | 3      | 3        | 30    | Dirka 7 od 7   | 3               |
| 1951   | Juan Manuel Fangio | Alfa Romeo         | 4    | 3     | 5      | 5        | 31    | Dirka 8 od 8   | 6               |
| 1952   | Alberto Ascari     | Ferrari            | 5    | 6     | 6      | 6        | 36    | Dirka 6 od 8   | 12              |
| 1953   | Alberto Ascari     | Ferrari            | 6    | 5     | 5      | 4        | 34.5  | Dirka 8 od 9   | 6.5             |
| 1954   | Juan Manuel Fangio | Maserati, Mercedes | 5    | 6     | 7      | 3        | 42    | Dirka 7 od 9   | 16.9            |
| 1955   | Juan Manuel Fangio | Mercedes           | 3    | 4     | 5      | 3        | 40    | Dirka 6 od 7   | 16.5            |
| 1956   | Juan Manuel Fangio | Ferrari            | 6    | 3     | 5      | 4        | 30    | Dirka 8 od 8   | 3               |
| 1957   | Juan Manuel Fangio | Maserati           | 4    | 4     | 6      | 2        | 40    | Dirka 6 od 8   | 15              |
| 1958   | Mike Hawthorn      | Ferrari            | 4    | 1     | 7      | 5        | 42    | Dirka 11 od 11 | 1               |
| 1959   | Jack Brabham       | Cooper             | 1    | 2     | 5      | 1        | 31    | Dirka 9 od 9   | 4               |
| 1960   | Jack Brabham       | Cooper             | 3    | 5     | 5      | 3        | 43    | Dirka 8 od 10  | 9               |
| 1961   | Phil Hill          | Ferrari            | 5    | 2     | 6      | 2        | 34    | Dirka 7 od 8   | 1               |
| 1962   | Graham Hill        | BRM                | 1    | 4     | 6      | 3        | 42    | Dirka 9 od 9   | 12              |
| 1963   | Jim Clark          | Lotus              | 7    | 7     | 9      | 6        | 54    | Dirka 7 od 10  | 21              |
| 1964   | John Surtees       | Ferrari            | 2    | 2     | 6      | 2        | 40    | Dirka 10 od 10 | 1               |
| 1965   | Jim Clark          | Lotus              | 6    | 6     | 6      | 6        | 54    | Dirka 7 od 10  | 14              |
| 1966   | Jack Brabham       | Brabham            | 3    | 4     | 5      | 1        | 42    | Dirka 7 od 9   | 14              |
| 1967   | Denny Hulme        | Brabham            | 0    | 2     | 8      | 2        | 51    | Dirka 11 od 11 | 5               |
| 1968   | Graham Hill        | Lotus              | 2    | 3     | 6      | 0        | 48    | Dirka 12 od 12 | 12              |
| 1969   | Jackie Stewart     | Matra              | 2    | 6     | 7      | 5        | 63    | Dirka 8 od 11  | 26              |
| 1970   | Jochen Rindt       | Lotus              | 3    | 5     | 5      | 1        | 45    | Dirka 12 od 13 | 5               |
| 1971   | Jackie Stewart     | Tyrrell            | 6    | 6     | 7      | 3        | 62    | Dirka 8 od 11  | 29              |
| 1972   | Emerson Fittipaldi | Lotus              | 3    | 5     | 8      | 0        | 61    | Dirka 10 od 12 | 16              |
| 1973   | Jackie Stewart     | Tyrrell            | 3    | 5     | 8      | 1        | 71    | Dirka 13 od 15 | 16              |
| 1974   | Emerson Fittipaldi | McLaren            | 2    | 3     | 7      | 0        | 55    | Dirka 15 od 15 | 3               |
| 1975   | Niki Lauda         | Ferrari            | 9    | 5     | 8      | 2        | 64.5  | Dirka 13 od 14 | 19.5            |
| 1976   | James Hunt         | McLaren            | 8    | 6     | 8      | 2        | 69    | Dirka 16 od 16 | 1               |
| 1977   | Niki Lauda         | Ferrari            | 2    | 3     | 10     | 3        | 72    | Dirka 15 od 17 | 17              |
| 1978   | Mario Andretti     | Lotus              | 8    | 6     | 7      | 3        | 64    | Dirka 14 od 16 | 13              |
| 1979   | Jody Scheckter     | Ferrari            | 1    | 3     | 6      | 0        | 51    | Dirka 13 od 15 | 4               |
| 1980   | Alan Jones         | Williams           | 3    | 5     | 10     | 5        | 67    | Dirka 13 od 14 | 13              |
| 1981   | Nelson Piquet      | Brabham            | 4    | 3     | 7      | 1        | 50    | Dirka 15 od 15 | 1               |
| 1982   | Keke Rosberg       | Williams           | 1    | 1     | 6      | 0        | 44    | Dirka 16 od 16 | 5               |
| 1983   | Nelson Piquet      | Brabham            | 1    | 3     | 8      | 4        | 59    | Dirka 15 od 15 | 2               |
| 1984   | Niki Lauda         | McLaren            | 0    | 5     | 9      | 5        | 72    | Dirka 16 od 16 | 0,5             |
| 1985   | Alain Prost        | McLaren            | 2    | 5     | 11     | 5        | 73    | Dirka 14 od 15 | 20              |
| 1986   | Alain Prost        | McLaren            | 1    | 4     | 11     | 2        | 72    | Dirka 16 od 16 | 2               |
| 1987   | Nelson Piquet      | Williams           | 4    | 3     | 11     | 4        | 73    | Dirka 15 od 16 | 12              |
| 1988   | Ayrton Senna       | McLaren            | 13   | 8     | 11     | 3        | 90    | Dirka 15 od 16 | 3               |
| 1989   | Alain Prost        | McLaren            | 2    | 4     | 11     | 5        | 76    | Dirka 15 od 16 | 16              |
| 1990   | Ayrton Senna       | McLaren            | 10   | 6     | 11     | 2        | 78    | Dirka 15 od 16 | 7               |
| 1991   | Ayrton Senna       | McLaren            | 8    | 7     | 12     | 2        | 96    | Dirka 15 od 16 | 24              |
| 1992   | Nigel Mansell      | Williams           | 14   | 9     | 12     | 8        | 108   | Dirka 11 od 16 | 52              |
| 1993   | Alain Prost        | Williams           | 13   | 7     | 12     | 6        | 99    | Dirka 14 od 16 | 26              |
| 1994   | Michael Schumacher | Benetton           | 6    | 8     | 10     | 8        | 92    | Dirka 16 od 16 | 1               |
| 1995   | Michael Schumacher | Benetton           | 4    | 9     | 11     | 8        | 102   | Dirka 15 od 17 | 33              |
| 1996   | Damon Hill         | Williams           | 9    | 8     | 10     | 5        | 97    | Dirka 16 od 16 | 19              |
| 1997   | Jacques Villeneuve | Williams           | 10   | 7     | 8      | 3        | 81    | Dirka 17 od 17 | 39              |
| 1998   | Mika Häkkinen      | McLaren            | 9    | 8     | 11     | 6        | 100   | Dirka 16 od 16 | 14              |
| 1999   | Mika Häkkinen      | McLaren            | 11   | 5     | 10     | 6        | 76    | Dirka 16 od 16 | 2               |
| 2000   | Michael Schumacher | Ferrari            | 9    | 9     | 12     | 2        | 108   | Dirka 16 od 17 | 19              |
| 2001   | Michael Schumacher | Ferrari            | 11   | 9     | 14     | 3        | 123   | Dirka 13 od 17 | 58              |
| 2002   | Michael Schumacher | Ferrari            | 7    | 11    | 17     | 7        | 144   | Dirka 11 od 17 | 67              |
| 2003   | Michael Schumacher | Ferrari            | 5    | 6     | 8      | 5        | 93    | Dirka 16 od 16 | 2               |
| 2004   | Michael Schumacher | Ferrari            | 8    | 13    | 15     | 10       | 148   | Dirka 14 od 18 | 34              |
| 2005   | Fernando Alonso    | Renault            | 6    | 7     | 15     | 2        | 133   | Dirka 17 od 19 | 21              |
| 2006   | Fernando Alonso    | Renault            | 6    | 7     | 14     | 5        | 134   | Dirka 18 od 18 | 13              |
| 2007   | Kimi Räikkönen     | Ferrari            | 3    | 6     | 12     | 6        | 110   | Dirka 18 od 18 | 1               |
| 2008   | Lewis Hamilton     | McLaren            | 7    | 5     | 10     | 1        | 98    | Dirka 18 od 18 | 1               |
| 2009   | Jenson Button      | Brawn GP           | 4    | 6     | 9      | 2        | 95    | Dirka 16 od 17 | 11              |
| 2010   | Sebastian Vettel   | Red Bull           | 10   | 5     | 10     | 3        | 256   | Dirka 19 od 19 | 4               |
| 2011   | Sebastian Vettel   | Red Bull           | 15   | 11    | 17     | 3        | 392   | Dirka 15 od 19 | 122             |
| 2012   | Sebastian Vettel   | Red Bull           | 6    | 5     | 10     | 6        | 281   | Dirka 20 od 20 | 3               |
| 2013   | Sebastian Vettel   | Red Bull           | 9    | 13    | 16     | 7        | 397   | Dirka 16 od 20 | 155             |
| 2014   | Lewis Hamilton     | Mercedes           | 7    | 11    | 16     | 7        | 384   | Dirka 19 od 19 | 67              |
| 2015   | Lewis Hamilton     | Mercedes           | 11   | 10    | 17     | 8        | 381   | Dirka 16 od 19 | 59              |
| 2016   | Nico Rosberg       | Mercedes           | 8    | 9     | 16     | 6        | 385   | Dirka 21 od 21 | 5               |
| 2017   | Lewis Hamilton     | Mercedes           | 11   | 9     | 13     | 7        | 363   | Dirka 18 od 20 | 46              |
| 2018   | Lewis Hamilton     | Mercedes           | 11   | 11    | 17     | 3        | 408   | Dirka 19 od 21 | 88              |
| 2019   | Lewis Hamilton     | Mercedes           | 5    | 11    | 17     | 6        | 413   | Dirka 19 od 21 | 87              |

## Po dirkačih
| Dirkač             | Skupaj | Sezone                     |
| ------------------ | ------ | -------------------------- |
| Michael Schumacher | 7      | 1994-1995, 2000-2004       |
| Lewis Hamilton     | 6      | 2008, 2014-2015, 2017-2019 |
| Juan Manuel Fangio | 5      | 1951, 1954-1957            |
| Alain Prost        | 4      | 1985-1986, 1989, 1993      |
| Sebastian Vettel   | 4      | 2010-2013                  |
| Jack Brabham       | 3      | 1959-1960, 1966            |
| Jackie Stewart     | 3      | 1969, 1971, 1973           |
| Niki Lauda         | 3      | 1975, 1977, 1984           |
| Nelson Piquet      | 3      | 1981, 1983, 1987           |
| Ayrton Senna       | 3      | 1988, 1990-1991            |
| Alberto Ascari     | 2      | 1952-1953                  |
| Jim Clark          | 2      | 1963, 1965                 |
| Graham Hill        | 2      | 1962, 1968                 |
| Emerson Fittipaldi | 2      | 1972, 1974                 |
| Mika Häkkinen      | 2      | 1998-1999                  |
| Fernando Alonso    | 2      | 2005-2006                  |
| Nino Farina        | 1      | 1950                       |
| Mike Hawthorn      | 1      | 1958                       |
| Phil Hill          | 1      | 1961                       |
| John Surtees       | 1      | 1964                       |
| Denny Hulme        | 1      | 1967                       |
| Jochen Rindt       | 1      | 1970                       |
| James Hunt         | 1      | 1976                       |
| Mario Andretti     | 1      | 1978                       |
| Jody Scheckter     | 1      | 1979                       |
| Alan Jones         | 1      | 1980                       |
| Keke Rosberg       | 1      | 1982                       |
| Nigel Mansell      | 1      | 1992                       |
| Damon Hill         | 1      | 1996                       |
| Jacques Villeneuve | 1      | 1997                       |
| Kimi Räikkönen     | 1      | 2007                       |
| Jenson Button      | 1      | 2009                       |
| Nico Rosberg       | 1      | 2016                       |

## Po narodnosti
| Država              | Št. dir. | Naslovi | Dirkači |
| ------------------- | -------- | ------- | --- |
| Združeno kraljestvo | 10       | 19      | Lewis Hamilton (6), Jackie Stewart (3), Jim Clark (2), Graham Hill (2),, Mike Hawthorn (1), John Surtees (1), James Hunt (1), Nigel Mansell (1), Damon Hill (1), Jenson Button (1) |
| Nemčija             | 3        | 12      | Michael Schumacher (7), Sebastian Vettel (4), Nico Rosberg (1) |
| Brazilija           | 3        | 8       | Nelson Piquet (3), Ayrton Senna (3), Emerson Fittipaldi (2) |
| Argentina           | 1        | 5       | Juan Manuel Fangio (5) |
| Finska              | 3        | 4       | Mika Häkkinen (2), Keke Rosberg (1), Kimi Räikkönen (1) |
| Avstralija          | 2        | 4       | Jack Brabham (3), Alan Jones (1) |
| Avstrija            | 2        | 4       | Niki Lauda (3), Jochen Rindt (1) |
| Francija            | 1        | 4       | Alain Prost (4) |
| Italija             | 2        | 3       | Alberto Ascari (2), Nino Farina (1) |
| ZDA                 | 2        | 2       | Phil Hill (1), Mario Andretti (1) |
| Španija             | 1        | 2       | Fernando Alonso (2) |
| Kanada              | 1        | 1       | Jacques Villeneuve (1) |
| Nova Zelandija      | 1        | 1       | Denny Hulme (1) |
| Južna Afrika        | 1        | 1       | Jody Scheckter (1) |

## Po konstruktorju
| Konstruktor | Naslovi |
| ----------- | ------- |
| Ferrari     | 15      |
| McLaren     | 12      |
| Mercedes    | 8       |
| Williams    | 7       |
| Lotus       | 6       |
| Brabham     | 4       |
| Red Bull    | 4       |
| Cooper      | 2       |
| Renault     | 2       |
| Benetton    | 2       |
| Alfa Romeo  | 2       |
| Tyrrell     | 2       |
| Maserati    | 2       |
| BRM         | 1       |
| Matra       | 1       |
| Brawn GP    | 1       |

## Opremljevalci s pnevmatikami
| Poz | Opremljevalec | Opremljevalec | Država              | Naslovi | Sezone                                      |
| --- | ------------- | ------------- | ------------------- | ------- | ------------------------------------------- |
| 1   | G             | Goodyear      | ZDA                 | 25      | 1966-1967, 1971, 1973-1980, 1982, 1985-1997 |
| 2   | P             | Pirelli       | Italija             | 15      | 1950-1954, 1957, 2011-2019                  |
| 3   | B             | Bridgestone   | Japonska            | 11      | 1998-2004, 2007-2010                        |
| 4   | D             | Dunlop        | Združeno kraljestvo | 8       | 1959-1965, 1969                             |
| 5   | M             | Michelin      | Francija            | 5       | 1981, 1983-1984, 2005-2006                  |
| 6   | F             | Firestone     | ZDA                 | 4       | 1952, 1968, 1970, 1972                      |
| 7   | C             | Continental   | Nemčija             | 2       | 1954-1955                                   |
| 7   | E             | Englebert     | Belgija             | 2       | 1956, 1958                                  |

## Rekordi

### Najmlajši svetovni prvak
|    | Dirkač             | Starost         | Sezona                 |
| -- | ------------------ | --------------- | ---------------------- |
| 1  | Sebastian Vettel   | 23 let, 134 dni | sezona 2010            |
| 2  | Lewis Hamilton     | 23 let, 301 dni | sezona 2008            |
| 3  | Fernando Alonso    | 24 let, 58 dni  | sezona 2005            |
| 4  | Emerson Fittipaldi | 25 let, 273 dni | sezona 1972            |
| 5  | Michael Schumacher | 25 let, 314 dni | sezona 1994            |
| 6  | Niki Lauda         | 26 let, 197 dni | sezona 1975            |
| 7  | Jacques Villeneuve | 26 let, 200 dni | sezona 1997            |
| 8  | Jim Clark          | 27 let, 188 dni | sezona 1963            |
| 9  | Kimi Räikkönen     | 28 let, 4 dni   | sezona 2007            |
| 10 | Jochen Rindt       | 28 let, 140 dni | sezona 1970 (po smrti) |

### Najstarejši svetovni prvak
|    | Dirkač             | Starost         | Sezona      |
| -- | ------------------ | --------------- | ----------- |
| 1  | Juan Manuel Fangio | 46 let, 41 dni  | sezona 1957 |
| 2  | Nino Farina        | 43 let, 308 dni | sezona 1950 |
| 3  | Jack Brabham       | 40 let, 155 dni | sezona 1966 |
| 4  | Graham Hill        | 39 let, 262 dni | sezona 1968 |
| 5  | Nigel Mansell      | 39 let, 8 dni   | sezona 1992 |
| 6  | Alain Prost        | 38 let, 214 dni | sezona 1993 |
| 7  | Mario Andretti     | 38 let, 193 dni | sezona 1978 |
| 8  | Damon Hill         | 36 let, 26 dni  | sezona 1996 |
| 9  | Niki Lauda         | 35 let, 242 dni | sezona 1984 |
| 10 | Michael Schumacher | 35 let, 239 dni | sezona 2004 |

### Največ zaporednih naslovov prvaka
| Zap. naslovi | Dirkač             | Sezone    |
| ------------ | ------------------ | --------- |
| 5            | Michael Schumacher | 2000-2004 |
| 4            | Juan Manuel Fangio | 1954-1957 |
| 4            | Sebastian Vettel   | 2010-2013 |
| 3            | Lewis Hamilton     | 2017-2019 |
| 2            | Alberto Ascari     | 1952-1953 |
| 2            | Jack Brabham       | 1959-1960 |
| 2            | Alain Prost        | 1985-1986 |
| 2            | Ayrton Senna       | 1990-1991 |
| 2            | Mika Häkkinen      | 1998-1999 |
| 2            | Fernando Alonso    | 2005-2006 |
| 2            | Lewis Hamilton     | 2014-2015 |